# Абдулаев, Мурад Алибегович
Мурад Алибегович Абдулаев (род. 9 июня 1986, Махачкала) — российский дагестанский дзюдоист. Серебряный (2008) и бронзовый (2006) призёр первенств России среди молодёжи, серебряный призёр первенства Европы среди молодёжи 2008 года, бронзовый призёр Чемпионатов России по дзюдо 2009 и 2010 годов, призёр этапов Кубков Европы и мира, мастер спорта России. Выступает в суперлёгкой весовой категории (до 60 кг).

## Спортивные результаты
- Первенство России по дзюдо среди молодёжи 2006 года — ;
- Первенство России по дзюдо среди молодёжи 2008 года — ;
- Первенство Европы по дзюдо среди молодёжи 2008 года — ;
- Чемпионат России по дзюдо 2009 года — ;
- Чемпионат России по дзюдо 2010 года — ;